# Three Rivers (Inghilterra)
Three Rivers (Tre Fiumi) è un distretto dell'Hertfordshire nell'Inghilterra orientale, Regno Unito. L'autorità locale è il Three Rivers District Council con sede a Rickmansworth.

## Storia
Il distretto fu creato con il Local Government Act 1972, il 1º aprile 1974 dalla fusione dei distretti urbani di Rickmansworth e Chorleywood con parte del distretto rurale di Watford.

## Geografia fisica
I tre fiumi del nome sono il Chess, il Gade che affluiscono nel Colne intorno a Rickmansworth.

## Infrastrutture e trasporti
I trasforti ferroviari nel distretto sono forniti da Chiltern Railways (CR), London Midland, London Overground e la linea metropolitana della metropolitana di Londra (LU).
Stazioni della metropolitana
- Chorleywood servito dalla CR e LU
- Croxley solo LU
- Moor Park solo LU
- Rickmansworth servito dalla CR e LU

Stazioni di London Overground
- Carpenders Park (London - Watford)

London Midland.
- Kings Langley (Euston - Northampton)

Chiltern Railways
- Chorleywood
- Rickmansworth

## Parrocchie civili
Le parrocchie, che non coprono l'area del capoluogo, sono:
- Abbots Langley
- Chorleywood
- Croxley Green
- Sarratt
- Watford Rural

Tra le altre località ci sono Maple Cross, Moor Park e South Oxhey.